# Episodi de L'arca del dottor Bayer (ottava stagione)
L'ottava stagione della serie televisiva L'arca del dottor Bayer è stata trasmessa in anteprima in Germania dalla ZDF tra il 9 gennaio 1992 e il 19 marzo 1992.
| nº | Titolo originale          | Titolo italiano | Prima TV Germania | Prima TV Italia |
| -- | ------------------------- | --------------- | ----------------- | --------------- |
| 1  | Limbo ist der Beste       |                 | 9 gennaio 1992    |                 |
| 2  | Die Promenadenmischung    |                 | 16 gennaio 1992   |                 |
| 3  | Der Frischling            |                 | 23 gennaio 1992   |                 |
| 4  | Ansteckungsgefahr         |                 | 30 gennaio 1992   |                 |
| 5  | Das Rehkitz               |                 | 6 febbraio 1992   |                 |
| 6  | Das Geburtstagstier       |                 | febbraio 1992     |                 |
| 7  | Samtpfötchen              |                 | 27 febbraio 1992  |                 |
| 8  | Ein Star unter Staren     |                 | 5 marzo 1992      |                 |
| 9  | Rabauke im Seidenfellchen |                 | 12 marzo 1992     |                 |
| 10 | Das Tierheim streikt      |                 | 19 marzo 1992     |                 |